# Butan-1-ol

Conversión del propeno en 1-butanol e isobutanol

El butan-1-ol es un alcohol de fórmula H3C-(CH2)3-OH. Los isómeros de este compuesto son el butan-2-ol, el metilpropan-1-ol y el metilpropan-2-ol. Se cataloga como alcohol primario, porque el grupo hidroxilo está unido a un carbono primario; y como un alcohol de fusel al tener más de dos carbonos.
El butan-1-ol se encuentra naturalmente como subproducto de la fermentación de azúcares y otros carbohidratos, y también está presente en muchas comidas y bebidas. Su uso como saborizante artificial está permitido en Estados Unidos para manteca, crema, frutas, ron, helados, caramelos, y otros productos.
Su principal uso es como intermediario industrial, particularmente para la fabricación de acetato de butilo (que es tanto un saborizante artificial como un solvente industrial). Es un petroquímico, fabricado a partir del propileno y generalmente empleado cerca de donde se produce. Se estima que su producción en 1997 fue de 784 000 tn; 575 000 tn en Europa oriental; y 225 000 tn en Japón.